# Lionneta orophila
Lionneta orophila là một loài nhện trong họ Oonopidae.
Loài này thuộc chi Lionneta. Lionneta orophila được P. L. G. Benoit miêu tả năm 1979.